# Mourad Laachraoui
Mourad Laachraoui, né le 31 mars 1995 à Schaerbeek, est un taekwondoïste belge. Il a remporté une médaille d'argent en catégorie des moins de 54 kg à l'Universiade d'été de 2015. Il représente la Belgique aux Jeux olympiques 2016 à Rio de Janeiro. Le 19 mai 2016, il devient champion d'Europe de taekwondo dans la catégorie des moins de 54 kg.

## Palmarès

### 2015
- 2e aux Universiades de Gwangju, dans la catégorie -54 kg[2].
- 5e aux Championnats du monde de Tcheliabinsk, dans la catégorie -54 kg[3].

### 2016
- Médaille d'or aux Championnats d'Europe de Montreux, dans la catégorie -54 kg.